# Старицький Олександр Павлович
Олександр Павлович Старицький (1841–1925) — дворянин Російської імперії, громадський діяч, депутат Державної думи Російської імперії III скликання від Полтавської губернії.

## Життєпис
Народився 1841 року в родині Павла Григоровича Старицького та його другої дружини Наталії Федорівни Арендт. Походив з дворянського роду козацько-старшинського походження Старицьких.
Закінчив Петровський Полтавський кадетський корпус (1861) та Костянтинівське артилерійське училище.
У 1871—1892 роках служив мировим суддею. Надалі обіймав посади земського начальника, члена Полтавської губернської земської управи (1889—1904), голови Полтавського відділення Червоного Хреста. З 1896 року за рішенням губернського земського зібрання був членом губернської училищної ради та губернської єпархіальної училищної ради. Входив до складу спеціальної комісії управи стосовно вибору проєкту для спорудження будинку Полтавського губернського земства. У 1904 році обраний предводителем дворянства Полтавського повіту; посаду обіймав до 1908 року. Володів 1000 десятинами землі.
Після смерті Григорія Навроцького в 1908 році обраний депутатом Державної думи Російської імперії III скликання від Полтавської губернії. Під час другої сесії належав до фракції помірковано правих, під час 3-5 сесій — до фракції націоналістів.
Після повернення з Думи в Полтаву 1913 року призначений мировим суддею Полтавського повіту, опікуном двох земських училищ та почесним членом губернської єпархіальної училищної ради.
Помер 1925 року.

## Родина
Був одружений із Олександрою Яківною Стрижевською. У шлюбі народилося п'ятеро дітей:
- Володимир (1870—1965), юрист, емігрував до Болгарії, згодом — до США;
- Надія (1872—1973), пройшла бестужевські курси, працювала педагогинею в Петрограді;
- Наталія (1873—1960), пройшла бестужевські курси, заснувала в Полтаві гімназію;
- Григорій (1881—1955), юрист, емігрував до Болгарії, згодом — до США, де працював у бібліотеці Єльського університету;
- Павло (1887—1985), емігрував до Франції, де працював шофером, головував в Об'єднанні російських шоферів, заснував Дім шофера під Парижем, був заступником голови Союзу колишніх діячів російського судового відомства.

## Нагороди
- Орден Святого Станіслава II ступеня
- Орден Святої Анни III ступеня
- Орден Святого Володимира IV ступеня
- Медаль «У пам'ять царювання імператора Олександра III»
- Медаль «За працю у першому загальному переписі населення»